# چلسی گرین
چلسی گرین (انگلیسی: Chelsea Grin) یک گروه دث‌کور آمریکایی از سالت لیک سیتی، یوتا است که در سال ۲۰۰۷ آغاز به کار کرد.